# Aganippe occidentalis
Aganippe occidentalis là một loài nhện trong họ Idiopidae.
Loài này thuộc chi Aganippe. Aganippe occidentalis được Henry Roughton Hogg miêu tả năm 1903.